# Painkiller (série de televisão)
Império da dor (Painkiller, no original em inglês) é uma minissérie de TV norteamericana de 2023 produzida pela Netflix e estrelada por Matthew Broderick, Uzo Aduba, Clark Gregg e Taylor Kitsch. A série foi inspirada no livro Império da dor: A ascensão e queda de uma das mais poderosas famílias americanas e seu criminoso império farmacêutico, de Patrick Radden Keefe (publicado no Brasil pela Editora Intrínseca).

## Premissa
A série conta a história da família Sackler e seu laboratório farmacêutico, a Purdue Pharma, e da introdução da medicação Oxycontin (nome comercial da oxicodona) no mercado norte americano. Com uma estratégia de divulgação agressiva, diminuindo as menções aos riscos de dependência causados pela medicação, a Purdue Pharma convenceu a comunidade médica a prescrever um narcótico poderoso, anteriormente reservado a pacientes oncológicos, para tratamento de dores menores, dando início a epidemia de opióides nos Estados Unidos. A Purdue Pharma já pagou mais de 4,5 bilhões de dólares em indenizações em acordos para mitigar os danos causados pela medicação.

## Recepção
A minissérie é dividida em seis episódios e recebeu críticas mistas, tendo uma avaliação positiva de 51% baseada em 53 críticas no agreegador Rotten Tomatoes. Em sua crítica para A Gazeta, Rafael Braz destaca o ar pop dado ao tema pesado pela produção, comparando-a com Dopesick, que também se debruçou sobre o mesmo tema. Em apenas três dias de exibição na Netflix, a minissérie teve mais de 7,2 milhões de visualizações.